# WTA de Brisbane
O WTA de Brisbane – ou Brisbane International, atualmente – é um torneio de tênis profissional feminino, de nível WTA 500.
Realizado em Brisbane, no oeste da Austrália, o torneio se desenrolou em três momentos, sendo o maior entre 2009 e 2020. Não aconteceu nos dois anos seguintes devido à pandemia de COVID-19 e acabou incorporado, como co-anfitrião, à edição de estreia da United Cup, na sequência. Retornou ao circuito como evento individual em 2024. Os jogos são disputados em quadras duras durante o mês de janeiro.

## Finais

### Simples
| Ano                                                                | Campeã              | Vice-campeã              | Resultado      |
| ------------------------------------------------------------------ | ------------------- | ------------------------ | -------------- |
| 2025                                                               | Aryna Sabalenka     | Polina Kudermetova       | 4–6, 6–3, 6–2  |
| 2024                                                               | Elena Rybakina      | Aryna Sabalenka          | 6–0, 6–3       |
| Torneio não realizado em 2023                                      |                     |                          |                |
| Torneio não realizado em 2022 e 2021 devido à pandemia de COVID-19 |                     |                          |                |
| 2020                                                               | Karolína Plíšková   | Madison Keys             | 6–4, 4–6, 7–5  |
| 2019                                                               | Karolína Plíšková   | Lesia Tsurenko           | 4–6, 7–5, 6–2  |
| 2018                                                               | Elina Svitolina     | Aliaksandra Sasnovich    | 6–2, 6–1       |
| 2017                                                               | Karolína Plíšková   | Alizé Cornet             | 6–0, 6–3       |
| 2016                                                               | Victoria Azarenka   | Angelique Kerber         | 6–3, 6–1       |
| 2015                                                               | Maria Sharapova     | Ana Ivanović             | 46–7, 6–3, 6–3 |
| 2014                                                               | Serena Williams     | Victoria Azarenka        | 6–4, 7–5       |
| 2013                                                               | Serena Williams     | Anastasia Pavlyuchenkova | 6–2, 6–1       |
| 2012                                                               | Kaia Kanepi         | Daniela Hantuchová       | 6–2, 6–1       |
| 2011                                                               | Petra Kvitová       | Andrea Petkovic          | 6–1, 6–3       |
| 2010                                                               | Kim Clijsters       | Justine Henin            | 6–3, 4–6, 7–66 |
| 2009                                                               | Victoria Azarenka   | Marion Bartoli           | 6–3, 6–1       |
| Torneio não realizado entre 2008 e 1995                            |                     |                          |                |
| 1994                                                               | Lindsay Davenport   | Florencia Labat          | 6–1, 2–6, 6–3  |
| 1993                                                               | Conchita Martínez   | Magdalena Maleeva        | 6–3, 6–4       |
| 1992                                                               | Nicole Provis       | Rachel McQuillan         | 6–3, 6–2       |
| 1991                                                               | Helena Suková       | Akiko Kijikuta           | 6–4, 6–3       |
| 1990                                                               | Natalia Zvereva     | Rachel McQuillan         | 6–4, 6–0       |
| 1989                                                               | Helena Suková       | Brenda Schultz           | 7–6, 7–6       |
| 1988                                                               | Pam Shriver         | Jana Novotná             | 7–6, 7–6       |
| 1987                                                               | Hana Mandlíková     | Pam Shriver              | 6–2, 2–6, 6–4  |
| Torneio não realizado em 1986                                      |                     |                          |                |
| 1985                                                               | Martina Navrátilová | Pam Shriver              | 6–3, 7–5       |
| 1984                                                               | Helena Suková       | Elizabeth Sayers         | 6–4, 6–4       |
| 1983                                                               | Pam Shriver         | Wendy Turnbull           | 6–4, 7–5       |
| 1982                                                               | Wendy Turnbull      | Pam Shriver              | 6–3, 6–1       |

### Duplas
| Ano                                                                | Campeãs                                       | Vice-campeãs                               | Resultado         |
| ------------------------------------------------------------------ | --------------------------------------------- | ------------------------------------------ | ----------------- |
| 2025                                                               | Mirra Andreeva Diana Shnaider                 | Priscilla Hon Anna Kalinskaya              | 7–66, 7–5         |
| 2024                                                               | Lyudmyla Kichenok Jeļena Ostapenko            | Greet Minnen Heather Watson                | 7–5, 6–2          |
| Torneio não realizado em 2023                                      |                                               |                                            |                   |
| Torneio não realizado em 2022 e 2021 devido à pandemia de COVID-19 |                                               |                                            |                   |
| 2020                                                               | Hsieh Su-wei Barbora Strýcová                 | Ashleigh Barty Kiki Bertens                | 3–6, 7–67, [10–8] |
| 2019                                                               | Nicole Melichar Květa Peschke                 | Chan Hao-ching Latisha Chan                | 6–1, 6–1          |
| 2018                                                               | Kiki Bertens Demi Schuurs                     | Andreja Klepač María José Martínez Sánchez | 7–5, 6–2          |
| 2017                                                               | Bethanie Mattek-Sands Sania Mirza             | Ekaterina Makarova Elena Vesnina           | 6–2, 6–3          |
| 2016                                                               | Martina Hingis Sania Mirza                    | Angelique Kerber Andrea Petkovic           | 7–5, 6–1          |
| 2015                                                               | Martina Hingis Sabine Lisicki                 | Caroline Garcia Katarina Srebotnik         | 6–2, 7–5          |
| 2014                                                               | Alla Kudryavtseva Anastasia Rodionova         | Kristina Mladenovic Galina Voskoboeva      | 6–3, 6–1          |
| 2013                                                               | Bethanie Mattek-Sands Sania Mirza             | Anna-Lena Grönefeld Květa Peschke          | 4–6, 6–4, [10–7]  |
| 2012                                                               | Nuria Llagostera Vives Arantxa Parra Santonja | Raquel Kops-Jones Abigail Spears           | 7–62, 7–62        |
| 2011                                                               | Alisa Kleybanova Anastasia Pavlyuchenkova     | Klaudia Jans Alicja Rosolska               | 6–3, 7–5          |
| 2010                                                               | Andrea Hlaváčková Lucie Hradecká              | Melinda Czink Arantxa Parra Santonja       | 2–6, 7–63, [10–4] |
| 2009                                                               | Anna-Lena Grönefeld Vania King                | Klaudia Jans Alicja Rosolska               | 3–6, 7–5, [10–5]  |
| Torneio não realizado entre 2008 e 1995                            |                                               |                                            |                   |
| 1994                                                               | Laura Golarsa Natalia Medvedeva               | Jenny Byrne Rachel McQuillan               | 6–3, 6–1          |
| 1993                                                               | Conchita Martínez Larisa Neiland              | Shannan McCarthy Kimberly Po               | 6–2, 6–2          |
| 1992                                                               | Jana Novotná Larisa Savchenko Neiland         | Manon Bollegraf Nicole Provis              | 6–4, 6–3          |
| 1991                                                               | Gigi Fernández Jana Novotná                   | Patty Fendick Helena Suková                | 6–3, 6–1          |
| 1990                                                               | Jana Novotná Helena Suková                    | Hana Mandlíková Pam Shriver                | 6–3, 6–1          |
| 1989                                                               | Jana Novotná Helena Suková                    | Patty Fendick Jill Hetherington            | 6–7, 6–1, 6–2     |
| 1988                                                               | Betsy Nagelsen Pam Shriver                    | Claudia Kohde-Kilsch Helena Suková         | 2–6, 7–5, 6–2     |
| 1987                                                               | Hana Mandlíková Wendy Turnbull                | Betsy Nagelsen Elizabeth Smylie            | 6–4, 6–3          |
| Torneio não realizado em 1986                                      |                                               |                                            |                   |
| 1985                                                               | Martina Navrátilová Pam Shriver               | Claudia Kohde-Kilsch Helena Suková         | 6–4, 6–7, 6–1     |
| 1984                                                               | Martina Navrátilová Pam Shriver               | Bettina Bunge Eva Pfaff                    | 6–3, 6–2          |
| 1983                                                               | Anne Hobbs Wendy Turnbull                     | Pam Shriver Sharon Walsh                   | 6–3, 6–4          |
| 1982                                                               | Billie Jean King Anne Smith                   | Claudia Kohde-Kilsch Eva Pfaff             | 6–3, 6–4          |